# Hewlett Johnson

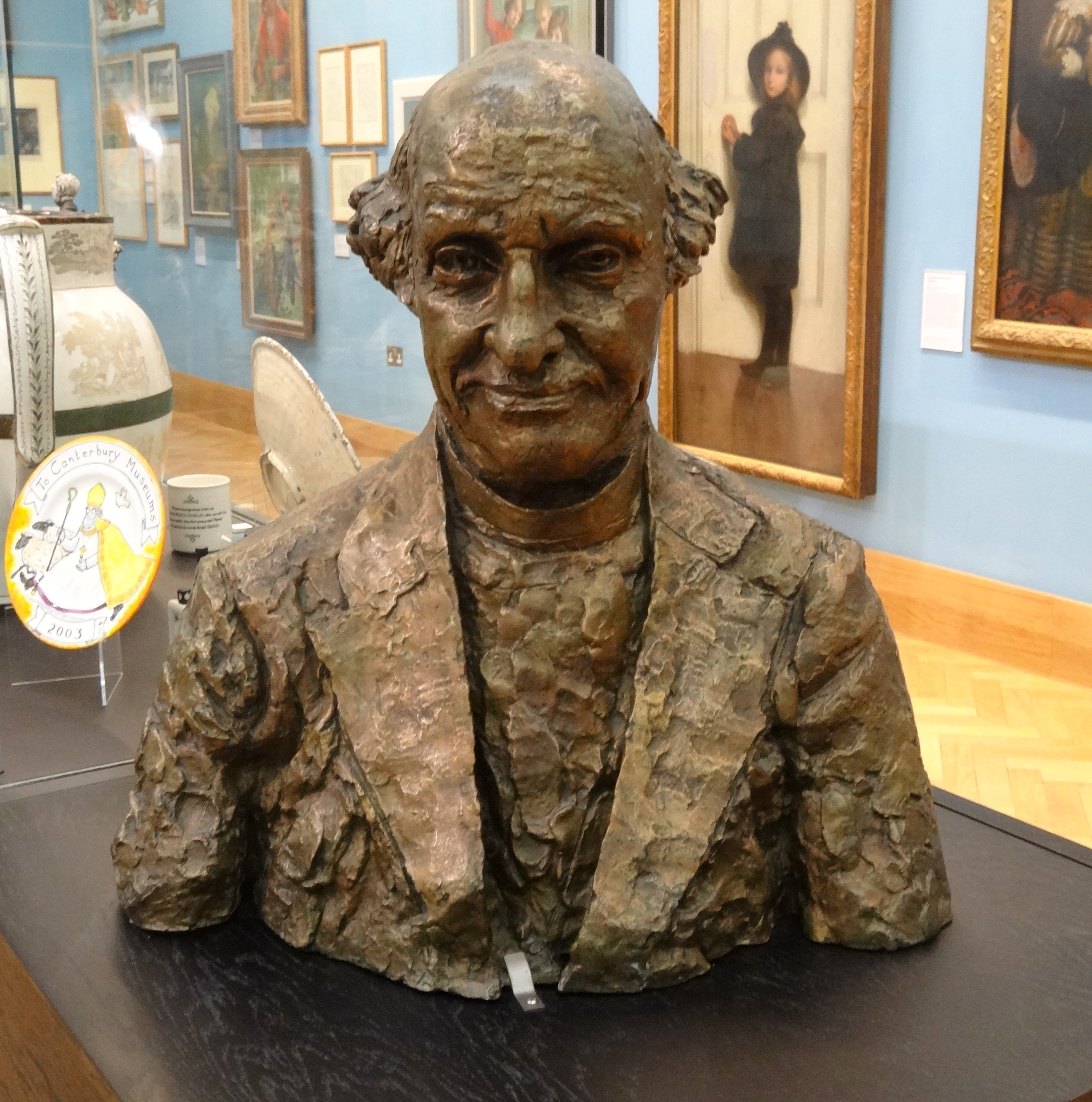
Hewlett Johnson

The Rt. Rev. Hewlett Johnson (25 januari 1874 — 22 oktober 1966) was een Engelsman en priester in de Engelse Staatskerk. De Engelse kerk liet deze priester met zijn sterk afwijkende mening en sympathie voor Jozef Stalin en het communisme nooit vallen. Hij bracht het tot Deken van Manchester en daarna tot de nog aanzienlijker post van Deken van Canterbury. Daar verwierf deze priester die in de ogen van veel Engelsen een "Fellow-traveller" was de bijnaam "The Red Dean of Canterbury". Hij steunde de Sovjet-Unie en haar bondgenoten door dik en dun.
Oorspronkelijk werkte de uit een rijke familie van industriëlen afkomstige Hewlett Johnson als ingenieur. Hij was een late roeping. In 1905 werd hij na een studie theologie kapelaan. Hij en zijn eerste vrouw organiseerde vakantiekampen voor arme kinderen en tijdens de Eerste Wereldoorlog een ziekenhuis voor de terugkeer van gewonde soldaten. Zijn onconventionele opvattingen over de oorlog zorgden ervoor dat hij geen aalmoezenier in actieve dienst van het Britse leger kon worden maar hij werd wel zielszorger in een krijgsgevangenenkamp in zijn parochie. 
Hewlett Johnsonn werd een uitgesproken christelijke marxist en werd daarom geobserveerd door de geheime dienst MI5. In 1917 sprak in Manchester arbeiders toe op een bijeenkomst ter ondersteuning van de oktoberrevolutie, de communistische opstand tegen de nieuwgekozen democratische regering van Rusland. Hoewel hij nooit lid van de Britse Communistische Partij werd was hij voorzitter van de directie van de communistische partijkrant, The Daily Worker.  Zijn politieke opvattingen waren impopulair maar zijn harde werk en pastorale vaardigheden zorgden ervoor dat hij door de linkse premier Ramsay MacDonald in 1924 werd benoemd tot Deken van Manchester. In 1931 werd hij benoemd tot deken van Canterbury.

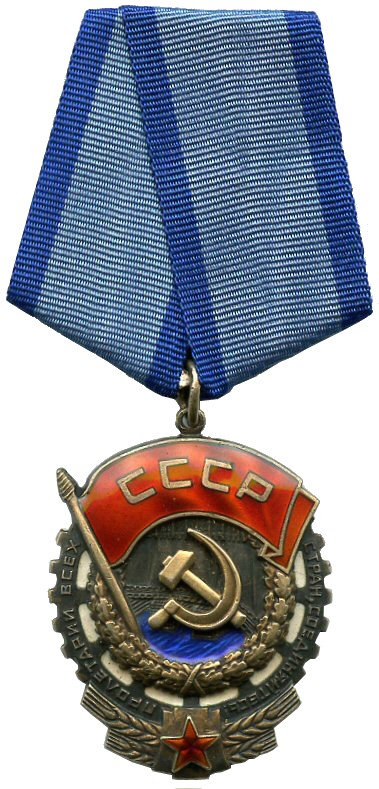
De Orde van de Rode Banier

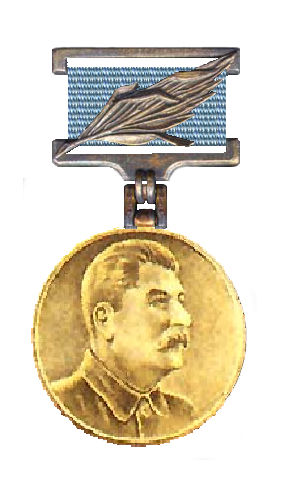
Medaille van de Stalinprijs

In de aanloop tot de Tweede Wereldoorlog toonde Hewlett Johnson begrip voor het Molotov-Ribbentroppact tussen de Sovjet-Unie en Nazi-Duitsland. Hij werd ervan beschuldigd defaitistisch te zijn. Pas toen ook de Sovjet-Unie door Hitler werd aangevallen ging Hewlett Johnson de Britse oorlogsinspanning steunen, dat was immers de voorgeschreven communistische partijlijn. Na de oorlog werd Hewlett Johnson onderscheiden met de hoge Orde van de Rode Banier van de Sovjet-Unie. 
Op 6 april 1951 kreeg hij de Internationale Stalinprijs voor het Versterken van de Vrede tussen de Volkeren toegekend.
Aan de prijs was behalve een medaille een geldbedrag van indertijd 10 000 pond sterling {in 2011 was de koopkracht daarvan 230 000 pond} verbonden.
In de boeken die Hewlett Johnson na zijn reizen naar de Sovjet-Unie schreef negeerde hij de honger, armoe en terreur. Hele passages waren overgeschreven uit folders vol communistische propaganda. Zijn leven lang was Hewlett Johnson in de ogen van zijn linkse en rechtse critici iemand die weigerde om zich te verdiepen in de atheïstische en antichristelijke aspecten van het communisme. Hij koos zonder de moeite te nemen om zich te informeren altijd de lijn van de communistische partij. De priester had begrip voor de Russische aanval op Finland, het bondgenootschap met Hitler, de annexatie en onderdrukking van de drie Baltische staten in 1940, de onderdrukking van de arbeidersopstanden in Berlijn, de communistische aanval op Zuid Korea en ten slotte ook voor de Russische inval in Hongarije.
- Biblioteca Nacional de España: XX921460
- Bibliothèque nationale de France: cb104003580 (data)
- Gemeinsame Normdatei: 143545345
- International Standard Name Identifier: 0000 0001 1471 2824
- Library of Congress Control Number: n78084916
- Nationale Bibliotheek van Letland: 000048847
- Nationale Bibliotheek van Tsjechië: mzk2005269742
- Nationale Bibliotheek van Israël: 987007274111105171
- Nederlandse Thesaurus van Auteursnamen: 070517452
- Istituto Centrale per il Catalogo Unico: CUBV085367
- LIBRIS: 169397
- SNAC: w6b0207t
- Système universitaire de documentation: 099456443
- Trove: 881551
- Virtual International Authority File: 42259468
- WorldCat: E39PBJh4ryXCTvW6qgCb8RDcyd